# Skandium-44
Skandium-44 (44Sc) je radioaktivní izotop skandia, přeměňující se s poločasem 4,042 hodiny na stabilní 44Ca.
44Sc jako produkt beta plus přeměny 44Ti (t1/2 60,4 roku) v generátorech 44Sc, nebo jadernou reakcí 44Ca (p, n)44Sc v cyklotronech. Využít jej lze v pozitronové emisní tomografii.

## Příprava a využití

### Příprava
44Ti je možné při jeho poločasu kolem 60 let využívat desítky let jako necyklotronový zdroj 44Sc; 44Ti se získává reakcí 45Sc(p,2n)44Ti a mění se záchytem elektronu přímo na základní stav 44Sc, přičemž uvolňuje fotony o energiích 67,9 keV a 78,3 keV.
Generátor 44Ti/44Sc generátor vytváří rovnovážnou soustavu, kde je poměr poločasu zdrojového a dceřiného nuklidu přibližně 130 000:1. 50 % nasycené aktivity bývá dosaženo každých 3,97 hodiny a každým dnem je možné získávat stejné aktivity 44Sc velmi blízké nasycené hodnotě.
44Ti se adsorbuje ve sloupcích naplněných ionexovými pryskyřicemi. 44Sc se izoluje pomocí směsi 20 ml 0,005M H2C2O4 a 0,07M HCl. Eluát se poté zpracovává v miniaturizovaných sloupcích naplněných katexy, kde se 44Sc kvantitativně adsorbuje a poté odděluje 2 až 3 ml 0,25M pufru z octanu amonného (pH 4,0). Získaný roztok 44Sc o malém objemu, neobsahující šťavelany, lze následně použít k izotopovému značkování.

### Využití v PET
44Sc vytváří komplex s DOTA, chelatačním činidlem vhodným pro konjugaci s peptidy nebo jinými cílovými molekulami, poločas má kolem 4 h, vytváří silný proud pozitronů, má stabilní a netoxický produkt přeměny, a lze jej připravit pomocí generátoru; tyto vlastnosti jej činí vhodným pro PET–CT.
44Sc má téměř čtyřikrát delší poločas přeměny a vytváří více β+ než běžně používané 68Ga, což umožňuje přesnější plánování a dozimetrické výpočty.